# どうなのっ河本さん!
『どうなのっ河本さん!』（どうなのっ こうもとさん）は、目黒三吉による日本の漫画。月刊『コミック アース・スター』（アース・スター エンターテイメント）にて連載された。単行本は2013年11月までに3巻が刊行されたが、残り3話分は収録されなかった。しかし、2017年9月現在『Pixiv』にて未収録分の話数を公開中
。
気紛れでいい加減な中華料理店の女店長がトラブルに巻き込まれて、料理対決や悪党成敗、休日の日常を過ごしていくギャグ漫画だが、中華料理店を主な舞台としており、相応に料理に関する評論や試食したときのリアクションもある話がある。

## あらすじ
中華料理店「河本」の女店長・河本は、営業時間も気紛れに変則的に変えるいい加減な性格である。一方、来日して定食屋で食事を済ませた子供料理評論家である寧は、歩きスマホをしていた不良にぶつかり絡まれる。そこでバイクを転がしていた河本が偶然通りかかり、寧に絡んでいた不良を倒す。寧はこれ以降、日本にとどまり、「河本」の空き部屋に住む。

## 登場人物
河本（こうもと）
本作の主人公。中華料理店「河本」の女店長。ズボラでいいかげんな性格だが、悪を許さないなど正義感も持ち合わせている。
田中（たなか）
「河本」のバイト店員である高校生の少年。
寧（ねい）
わずか12歳の料理評論家である、中性的な容貌の少年。たまに女に間違われる。
小山内（おさない）
田中の親友である、八百屋の息子。「河本」に食材を調達する。
ぱお
大手中華料理店の娘。
阿賀崎（あがさき）
ぱおに使えるメイド。ぱおを守るために暴力で解決しようとしたり、頼むときに「上からの目線」で物を言う傲慢な性格。
湖柳美和（こやなぎ みわ）
「河本」のバイト店員に志願した、高卒18歳の少女。
遠藤（えんどう）
田中の通う高校の女子サッカー部部員。
加藤（かとう）
田中の通う高校の女子サッカー部キャプテン。

## 書籍
- 目黒三吉 『どうなのっ河本さん!』 アース・スター〈アース・スター コミックス〉、全3巻（未収録分あり）
  1. 2013年1月12日初版発行 ISBN 978-4-8030-0393-2[2]
  2. 2013年5月12日初版発行 ISBN 978-4-8030-0468-7[2]
  3. 2013年11月12日初版発行 ISBN 978-4-8030-0512-7[2]